# 島川文八郎

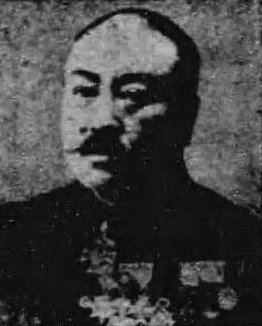
島川文八郎

島川 文八郎（しまかわ ぶんはちろう、元治元年3月10日（1864年4月15日） - 大正10年（1921年）7月15日）は、日本の陸軍軍人。陸軍技術審査部長・陸軍技術本部長・陸軍省兵器局長を歴任し、階級は陸軍大将勲一等功三級に至る。

## 人物・来歴
津藩士・島川宗政の八男として生まれ、1879年（明治12年）4月、陸軍幼年学校に入校する。1882年（明治15年）8月、陸軍士官学校生徒となり、1885年（明治18年）6月には陸軍砲兵少尉に任官・山砲兵第3大隊附を命ぜられた。士官生徒第7期の同期には宇都宮太郎大将や柴勝三郎・竹下平作両中将らがいる。
1887年（明治20年）7月、士官学校を卒業。この時、中尉に進級し、砲兵第1連隊附に移る。1888年（明治21年）1月からは陸軍砲兵射的学校教官を務め、1890年（明治23年）11月の大尉進級を経て1891年（明治24年）3月にはベルギーへと留学した。1892年（明治25年）12月からはフランスに渡り、引き続き留学をする。
1893年（明治26年）12月に帰国し、1894年（明治27年）3月、東京砲兵工廠板橋火薬製造所長に就任した。1895年（明治28年）4月には少佐に進級し、1898年（明治31年）7月からヨーロッパに派遣された。1899年（明治32年）5月に再び帰国し、同年12月、中佐に進級。1903年（明治36年）5月には大佐へと進み、野砲兵第3連隊長に就任した。
1904年（明治37年）4月、日露戦争に出征。戦役から戻った島川は1905年（明治38年）5月、陸軍技術審査部審査官を補され、先の戦功から1906年（明治39年）4月1日、功三級金鵄勲章を受章する。1907年（明治40年）11月、陸軍省軍務局砲兵課長に就任し、1908年（明治41年）12月21日には新設された陸軍省兵器局の局長心得を命ぜられる。
1909年（明治42年）1月28日、陸軍少将進級と共に正式な局長に進む。1913年（大正2年）7月3日、陸軍技術審査部長へと進み、1914年（大正3年）5月には陸軍中将に進級する。1919年（大正8年）4月、陸軍技術本部長を拝命し、技術将校の頂点に輝いた。1919年（大正8年）11月、陸軍大将進級と共に待命となり、1920年（大正9年）3月には予備役となった。同年11月1日、勲一等旭日大綬章受章。1921年（大正10年）7月15日逝去。墓所は青山霊園(1イ16-16)。

## 栄典
位階
- 1885年（明治18年）9月16日 - 正八位[1]
- 1890年（明治23年）1月17日 - 従七位[2]
- 1891年（明治24年）12月28日 - 正七位[3]
- 1895年（明治28年）9月20日 - 従六位[4]
- 1900年（明治33年）2月10日 - 正六位[5]
- 1903年（明治36年）7月31日 - 従五位[6]
- 1909年（明治42年）3月20日 - 正五位[7]
- 1914年（大正3年）4月30日 - 従四位[8]
- 1919年（大正8年）6月10日 - 正四位[9]
- 1920年（大正9年）3月20日 - 従三位[10]
- 1921年（大正10年）7月12日 - 正三位[11]

勲章等
- 1895年（明治28年）
  - 10月21日 - 勲六等瑞宝章・功五級金鵄勲章[12]
  - 11月18日 - 明治二十七八年従軍記章[13]
- 1902年（明治35年）5月10日 - 明治三十三年従軍記章[14]
- 1906年（明治39年）4月1日 - 功三級金鵄勲章・勲三等旭日中綬章・明治三十七八年従軍記章[15]
- 1914年（大正3年）11月30日 - 勲二等瑞宝章[16]
- 1915年（大正4年）
  - 11月7日 - 勲一等瑞宝章・大正三四年従軍記章[17]
  - 11月10日 - 大礼記念章[18]
- 1920年（大正9年）11月1日 - 旭日大綬章・大正三年乃至九年戦役従軍記章[19]

外国勲章等佩用允許
- 1901年（明治34年）10月4日 - プロイセン王国：王冠第二等勲章[20]
- 1902年（明治35年）8月4日 - フランス共和国：レジオンドヌール勲章オフィシェ[21]

## 親族
- 三男 三村征雄（数学者）
- 六男 島川治雄（陸軍中佐）